# Nacho Rodríguez Ortiz
Ignacio Rodríguez Ortiz, conocido como Nacho Rodríguez (Tarrueza, Laredo, Cantabria, España; 11 de noviembre de 1982), es un exfutbolista español.

## Trayectoria
Tras iniciar su carrera formativa en el C.D. Laredo fue captado por las categorías inferiores del R. Racing C. de Santander. Llegó al filial montañés en edad juvenil, debutando en 2ªB frente al Peña Sport F.C. en la temporada 2000-2001. El siguiente curso siguió con el equipo en 3ª División, debutando con el primer equipo en 2.ª en los Campos de Sport de El Sardinero frente a la S.D. Eibar, aunque en el mercado de invierno es cedido a la Cultural y Deportiva Leonesa (2ªB) dentro de la operación que llevó a Txiki al cuadro montañés. A la vuelta de la cesión, volvería al R. Racing C. de Santander B (2ªB) teniendo la oportunidad de debutar en 1ª División en las últimas jornadas de liga.
Inició la temporada 2003-2004 en las filas del F.C. Cartagena (2ªB) para recalar en el mercado invernal en el C.D. Logroñés (2ªB), que acabó descendiendo por deudas con su plantilla. En verano de 2004 recaló en el Deportivo Alavés "B" (2ªB), donde terminada la temporada fichó por el Real Oviedo, recién ascendido a 2ªB. Para la temporada 2006-2007 firmó por Mazarrón C.F. (3ª División), aunque en el mercado de invierno regresó al R. Racing C. de Santander B (2ªB), perdiendo la categoría al final del curso. Su siguiente destino fue la U.D. Lanzarote (2ªB) en la temporada 2007-2008.
En la temporada 2008-2009 firmó por el austriaco S.V. Ried (Bundesliga). Permaneció con los Die Innviertler durante 5 temporadas (28 goles en 148 partidos) ganando un título de la Copa de Austria (2011) y disputando dos ediciones de la Liga Europa.
Tras regresar a España fichó la S.D. Noja (2ªB), donde destacó anotando 9 goles en 15 partidos. Sus buenos números y la crisis económica de la entidad cantabra le llevaron en el mercado de invierno a abandonar el club para fichar por el C.D. Alcoyano (2ªB), donde anotó 6 goles en 18 partidos.
En el verano de 2014, tras no renovar por el cuadro alicantino, fichó por el exótico Universitario de Sucre (Liga del Fútbol Profesional Boliviano), en su segunda aventura fuera de España. Al terminar su aventura boliviana, tras entrenar con el equipo desde diciembre, Nacho Rodríguez fichó por Sestao River Club (2ªB) en el mercado de invierno donde coincidió con su técnico en la etapa del R. Racing C. de Santander B, Ángel Viadero.
La temporada 2015-2016 la inició en las filas del C.D. Guijuelo (2ªB), para terminar fichando por su actual equipo, el C.D. Mensajero (2ªB) en el mercado de invierno.

## Clubes
| Club                                  | País    | Año         |
| ------------------------------------- | ------- | ----------- |
| R. Racing C. de Santander B           | España  | 2000-2002   |
| Cultural y Deportiva Leonesa (Cedido) | España  | 2002        |
| R. Racing C. de Santander B           | España  | 2002-2003   |
| F.C. Cartagena                        | España  | 2003        |
| C.D. Logroñés                         | España  | 2004        |
| Deportivo Alavés "B"                  | España  | 2004-2005   |
| Real Oviedo                           | España  | 2005-2006   |
| Mazarrón C.F.                         | España  | 2006        |
| R. Racing C. de Santander B           | España  | 2007        |
| U.D. Lanzarote                        | España  | 2007 - 2008 |
| S.V. Ried                             | Austria | 2008 - 2013 |
| S.D. Noja                             | España  | 2013        |
| C.D. Alcoyano                         | España  | 2014        |
| Universitario de Sucre                | Bolivia | 2014        |
| Sestao River Club                     | España  | 2015        |
| C.D. Guijuelo                         | España  | 2015        |
| C.D. Mensajero                        | España  | 2016-2017   |

## Palmarés

### Campeonatos nacionales
| Título          | Club    | País    | Año  |
| --------------- | ------- | ------- | ---- |
| Copa de Austria | SV Ried | Austria | 2011 |